# الإيبيريون

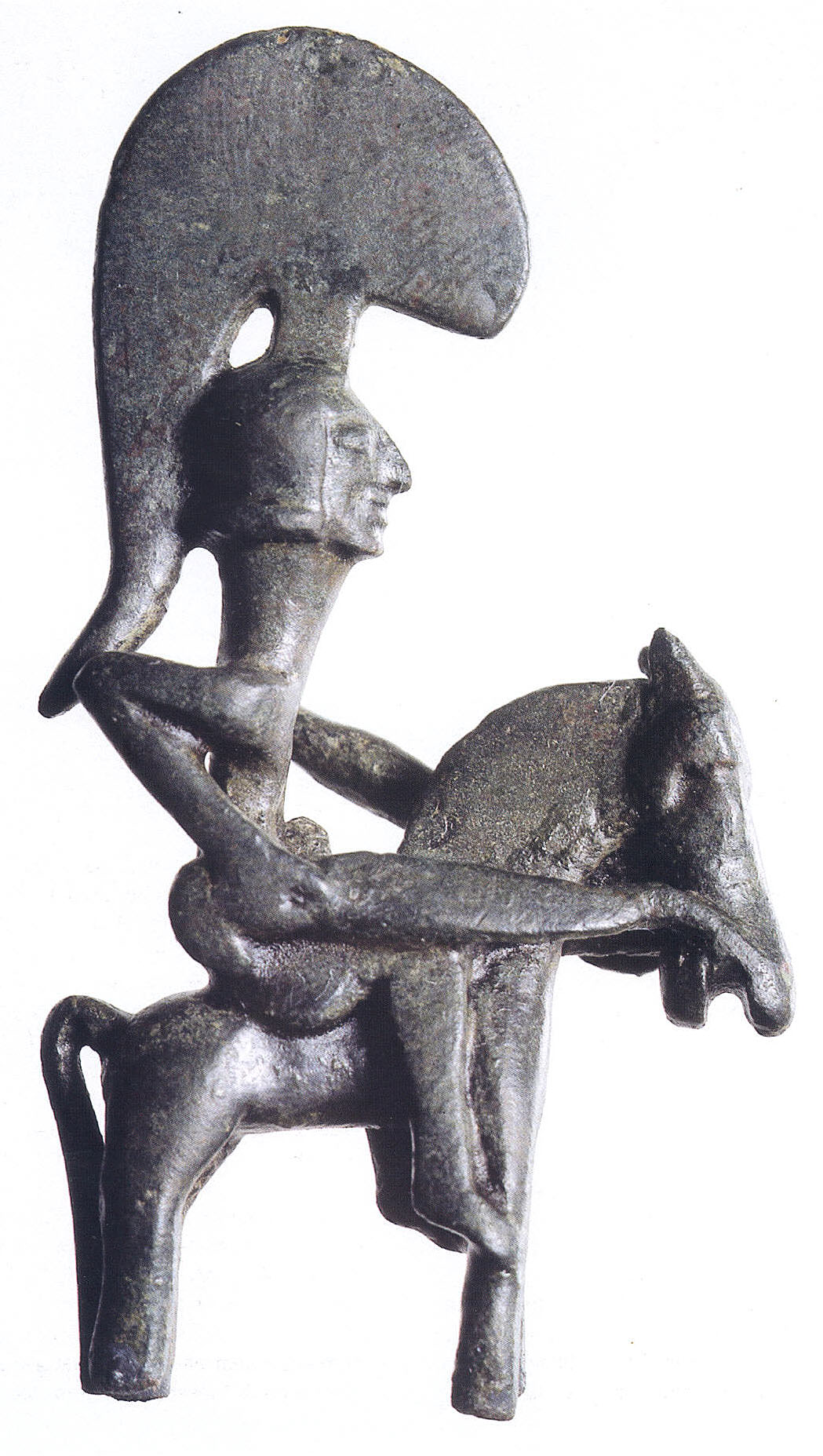
تمثال إيبيري يعود لما بين القرن الثاني والرابع قبل الميلاد

الإيبيريون (باللاتينية: Hibērī) هم مجموعة من الأشخاص الذين أطلقت عليهم مصادر إغريقية ورومانية (من بين مصادر أخرى، مثل هكتيوس الملطي وهيرودوت وسترابو وأفينيوس) هذا الاسم في السواحل الشرقية والجنوبية لشبه الجزيرة الإيبيرية، منذ القرن السادس قبل الميلاد على الأقل. تستخدم المصادر الرومانية مصطلح الهسبان للإشارة إلى الإيبيريين.
كان لمصطلح الإيبيري، كما استخدمها المؤلفون القدامى، معنيان متميزان. أشار أحدهما، وهو الأكثر شمولًا، إلى جميع سكان شبه الجزيرة الإيبيرية دون مراعاة الاختلافات العرقية (ما قبل الهندو أوروبية، والكلت، والهندوأوربيون البدائيون). أما الآخر، ذو المعنى العرقي الأكثر تقييدًا، فيشير إلى السكان الذين يعيشون في السواحل الشرقية والجنوبية لشبه الجزيرة الإيبيرية، والتي استوعبت بحلول القرن السادس قبل الميلاد تأثيرات الفينيقيين والإغريق الثقافية. تحدثت هذه الحضارة ما قبل فترة الهندو أوروبية باللغة الإيبيرية من القرن السابع وحتى القرن الأول قبل الميلاد. من المحتمل وجود شعوب أخرى مرتبطة بالإيبريين مثل الفاسكونز، رغم أنها أكثر صلة بشعب الكويتاني منها بالإيبريين. أما بقية شبه الجزيرة، في المناطق الشمالية والوسطى والشمالية الغربية والغربية والجنوبية الغربية، فكانت مأهولة بمجموعات الكلت أو السلتيأيبيرون وربما قبل الكلتية واللوستيانية الكلتية الأوروبية البدائية والفيتنيون وشعب التوردانوس.
نظرًا لمؤهلاتهم العسكرية، انتشر الجنود الإيبيريين في القرن الخامس قبل الميلاد بشكل متكرر في معارك في إيطاليا واليونان وخصوصًا في صقلية.

## تاريخيًا
تطورت الحضارة الإيبيرية من القرن السادس قبل الميلاد، وربما في بداية الألفية الخامسة إلى الثالثة قبل الميلاد في السواحل الشرقية والجنوبية لشبه الجزيرة الإيبيرية. استوطن سكان إيبيريا في القرى والأوبيدوم (المستوطنات المحصنة)، وقامت مجتمعاتهم على أساس التنظيم القبلي. كان الإيبيريون في شرق إسبانيا أكثر تحضرًا من جيرانهم في المناطق الوسطى والشمال الغربي من شبه الجزيرة الإيبيرية. كانت معظم الشعوب في المناطق الوسطى والشمالية الغربية كلتية وشبه رعوية وعاشت في قرى متفرقة، على الرغم من امتلاكها بعض المدن المحصنة مثل نومنسيا. امتلكوا معرفة بالكتابة، وصنع الأدوات المعدنية من ضمنها البرونز، والتقنيات الزراعية.

### المستوطنات

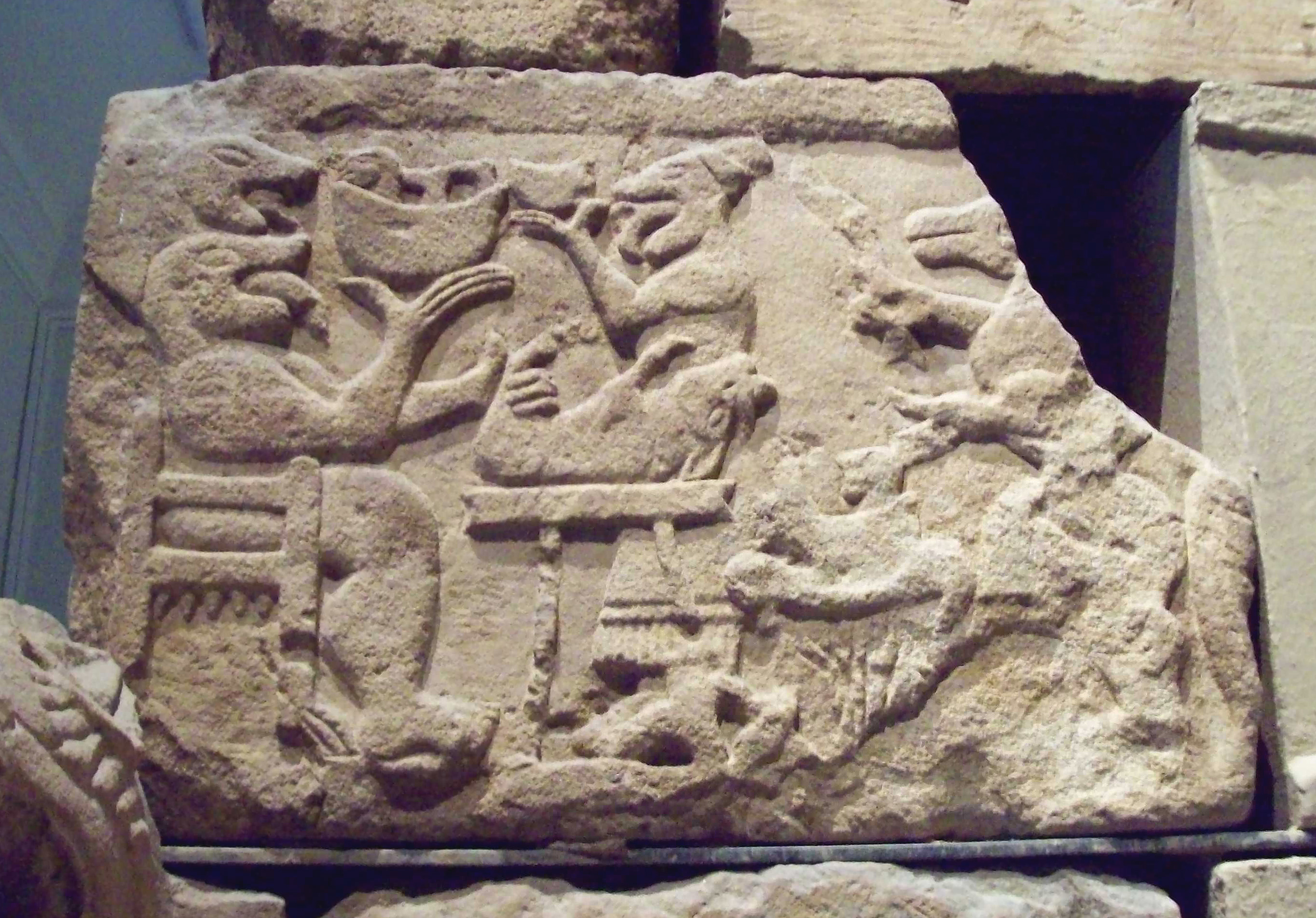
نقش صخري إيبيري عود للقرن السادس قبل الميلاد يظهر عليه التأثير الحيثي

في القرون التي سبقت الغزو القرطاجي والروماني، نشأت المستوطنات الإيبيرية ضمن تعقيد اجتماعي، إذ ظهرت أدلة على التدرج الاجتماعي والتحضر. من المرجح أن هذه العملية كانت مدعومة بالصلات التجارية مع الفينيقيين واليونانيين والقرطاجيين. أدت سلسلة من التغيرات الاجتماعية الهامة في أواخر القرن الخامس وأوائل الرابع قبل الميلاد إلى توطيد الأرستقراطية وظهور نظام الزبونية. «أدى هذا النظام السياسي الجديد، من بين أمور أخرى، إلى تشكيل مدن وبلدات متمركزة حول هؤلاء الزعماء، والمعروفة أيضًا باسم النواة الإقليمية. وفي هذا السياق، أصبحت المدينة الإيبيرية المحصنة أو الأوبيدوم مركزًا مرجعيًا في المشهد والحيز السياسي».
كانت مستوطنة كاسليت دي بانيول في تيفيسا أحد أهم المستوطنات الإيبيرية القديمة في الجزء الشمالي الشرقي من شبه الجزيرة الإيبيرية التي اكتُشفت في عام 1912. عُثر أيضًا في عام 1927 على «كنز تيفيسا»، وهو عبارة عن مجموعة فريدة من العروض النذرية الإيبيرية الفضية.
كانت لوكينتم مستوطنة إيبيرية قديمة أخرى، بالإضافة إلى كاسيلديفيلز كاسل.
من الظاهر أن ضريح بوزو مورو بالقرب من بلدة جنجالة في قشتالة والمنشف يدل على وجود موقع مستوطنة كبيرة أخرى.
تُعد ساغونتو موقعًا لمدينة إيبيرية قديمة، ثم مدينة ساغونتوم الرومانية، حيث بُني حصن كبير في القرن الخامس قبل الميلاد.
قدم المستعمرون اليونانيون أول إشارة تاريخية للإيبيريين في القرن السادس قبل الميلاد. عرّفوا الإيبيريين على أنهم شعوب غير كلتية جنوب نهر إبرة. أطلق اليونانيون لقب الإيبيريين على شعب آخر في منطقة القوقاز، والمعروفة حاليًا باسم إيبيريا القوقازية. يُعتقد عدم وجود صلة بين الشعبين.
تاجَر الإيبيريون مع حضارات البحر الأبيض المتوسط الأخرى على نطاق واسع. عُثر على الفخار الإيبيري وأعمال معدنية في فرنسا وإيطاليا وشمال أفريقيا. كان للإيبيريين تواصل مكثف مع المستعمرين اليونانيين في المستعمرات الإسبانية مثل إمبيوريز، وروساس، وهيميروسكوبيون. ربما تبنّى الإيبيريون بعض الأساليب الفنية لليونانيين. يُعتقد أن الإيبيريين هم من صنعوا تماثيل مثل الليدي بازا والليدي إلكس بدراية كافية نسبيًا بالفن اليوناني. ذكر ثوسيديديس أن إحدى القبائل الثلاث الأصلية في صقلية، وهم السيكانيون، كانوا من أصل إيبيري، رغم أن مصطلح «إيبيري» كان من الممكن أن يشمل في ذلك الوقت ما يُعتقد أنها بلاد الغال.
تواصل الإيبيريون أيضًا مع الفينيقيين الذين أقاموا عدة مستعمرات في جنوب الأندلسية. تأسست أول مستعمرة لهم في شبه الجزيرة الإيبيرية في عام 1100 قبل الميلاد وكان يُطلق عليها اسم غادير في الأصل، ثم أعاد الرومان تسميتها لتصبح غادش (قادس الحديثة). من بين المستعمرات الفينيقية الأخرى في جنوب إيبيريا مالاغا (مالقة)، وسيكسي، وأبديرا.

### الحرب البونيقية الثانية والغزو الروماني
عقب الحرب البونيقية الأولى، أدّت ديون الحرب الهائلة التي عانت منها قرطاج إلى محاولتهم توسيع سيطرتهم على شبه الجزيرة الإيبيرية. بدأ حملقار برقا هذا الغزو من قاعدته في قادس باحتلال منطقة نهر الوادي الكبير التارتسيانية، والتي كانت تزخر بالفضة. بعد وفاة حملقار، واصل صهره صدر بعل غزوه لإيبيريا، وتأسيس مستعمرة كارتاخينا (قرطاج الجديدة) وتوسيع نفوذه إلى الضفة الجنوبية لنهر إبرة. بعد اغتيال صدر بعل في عام 221 قبل الميلاد، تولى حنبعل قيادة القوات القرطاجية وأمضى عامين في إكمال احتلال الإيبيريين جنوب نهر إبرة. في حملته الأولى، هزم حنبعل شعوب الأولكاديس والفاكاي والكاربيتاني، موسّعًا بذلك سيطرته على منطقة نهر تاجه. فرض حنبعل حصارًا على الحليف الروماني، مدينة ساغونتو، وأسفر ذلك عن بداية الحرب البونيقية الثانية. كان المسرح الإيبيري ساحة قتال رئيسية خلال هذه الحرب، وحارب العديد من المقاتلين الإيبيريين والسلتيأيبيرون دفاعًا عن روما وقرطاج، رغم انحياز معظم القبائل مع قرطاج.
أرسلت روما كل من جنايوس وبابليوس كورنيليوس سكيبيو لاحتلال إيبيريا من قرطاج. هزم جنايوس لاحقًا قبيلة أيلرجيتس الإيبيرية شمال نهر إبرة المتحالفة مع قرطاج، وغزا أوبيدوم الإيبيرية في طراغونة وهزم الأسطول القرطاجي. بعد وصول بابليوس سكيبيو، جرى تحصين تاراكو، وبحلول عام 211 قبل الميلاد، غزا الإخوة سكيبيو القرطاجيين والقوات المتحالفة جنوب نهر إبرة. ومع ذلك، خلال هذه الحملة، قُتل بابليوس سكيبيو في المعركة، وتوفي جنايوس أثناء الانسحاب. تغير مجرى الأحداث مع وصول شيبيون الإفريقي في عام 210 قبل الميلاد. هاجم شيبيون قرطاج وهزم جيش صدربعل برقة في معركة بيكولا (209-208). استمرت الحرب بإرسال المزيد من التعزيزات إلى قرطاج حتى معركة إليبا (ألكالا ديل ريو الحديثة في مقاطعة إشبيلية)، والتي كانت نصرًا حاسمًا لشيبيون الإفريقي. تراجع القرطاجيون إلى قادس، وسيطر شيبيون على كامل جنوب شبه الجزيرة. بعد هذا النصر، ثارت أيلرجيتس والقبائل الإيبيرية الأخرى، ولم يتمكن الرومان من احتلال بقية الأراضي القرطاجية في جنوب إسبانيا إلا بعد هذه الثورة.